# فرانسیس فردریک
فرانسیس فردریک (انگلیسی: Francis Frederick; ۲۸ فوریهٔ ۱۹۰۷ – ۲ مهٔ ۱۹۶۸) قایقران روئینگ اهل ایالات متحده آمریکا بود.